# ペイジ・モス
ペイジ・モス（Paige Moss、1973年1月30日 - ）は、アメリカ合衆国の女優。

## 出演作品
- アドベンチャー・タイム（プリンセス・バブルガム）